# 574 Reginhild
574 Reginhild è un asteroide della fascia principale del diametro medio di circa 7,46 km. Scoperto nel 1905, presenta un'orbita caratterizzata da un semiasse maggiore pari a 2,2522117 UA e da un'eccentricità di 0,2398470, inclinata di 5,68480° rispetto all'eclittica.
L'origine del suo nome è sconosciuta.